# Мацуока Йосуке
Йосуке Мацуока (4 березня 1880, префектура Ямагуті, Японія — 26 червня 1946, Токіо) — японський політичний та державний діяч, дипломат, міністр закордонних справ Японії в 1940-1941.

## Життєпис
Навчався на юридичному факультеті Орегонського університету (1893—1902).
Після повернення до Японії вступив на дипломатичну службу.
У 1919—1920 — член японської делегації на Паризькій мирній конференції.
З 1921 працював в компанії Південно-маньчжурської залізниці.
У 1933 ініціював вихід Японії з Ліги Націй через несприйняття останньою зазіхань Токіо на китайські території.
У 1940 сприяв підписанню Троїстого пакту з Німеччиною;
У 1941 підписав 5-річний Японсько-радянський пакт про нейтралітет. З липня — у відставці до кінця війни.
У 1945 — заарештований американцями і відданий під суд Міжнародного військового трибуналу для Далекого Сходу.

## Галерея

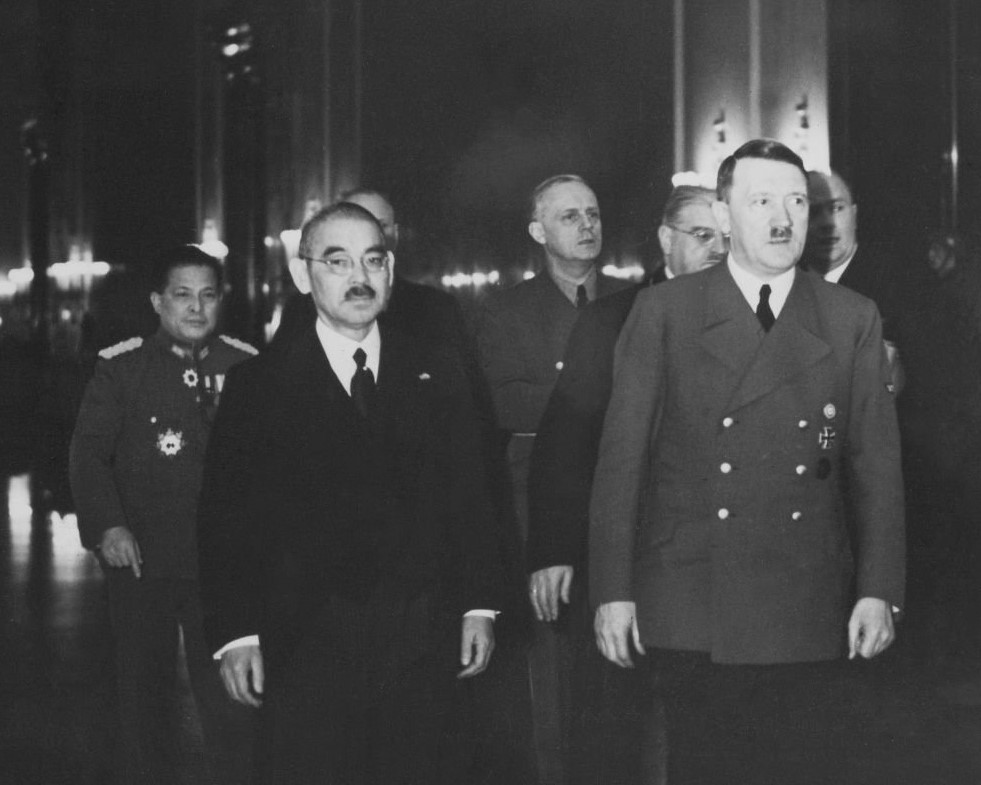
Мацуока, Йоахім фон Ріббентроп та Адольф Гітлер. Берлін, березень 1941
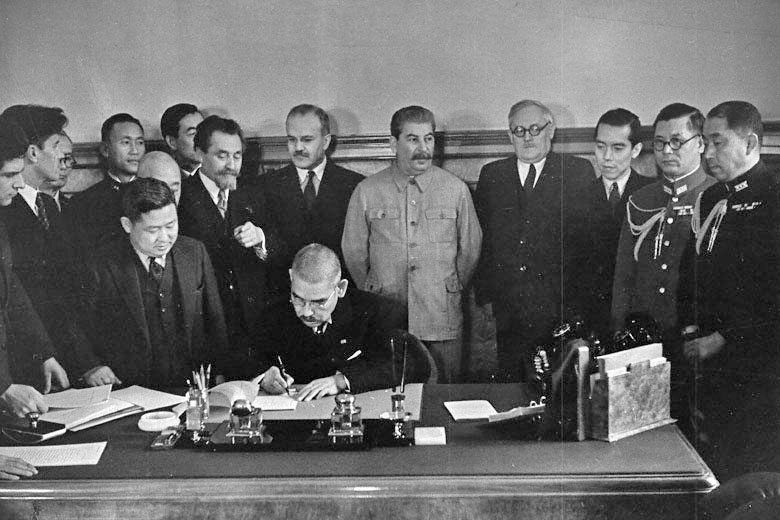
Мацуока в присутності Й. Сталіна, В. Молотова і А. Вишинського підписує Японсько-радянський пакт про нейтралітет (квітень 1941)